# Polskie Stronnictwo Ludowe - Porozumienie Ludowe
De Poolse Volkspartij - Volksalliantie (PSL-PL) (Pools: Polskie Stronnictwo Ludowe – Porozumienie Ludowe) was een rechtse boerenpartij die in de jaren 1992-1999 in Polen heeft bestaan.
De partij is voortgekomen uit de Volksalliantie (Porozumienie Ludowe), een gemeenschappelijke lijst waarmee aan de parlementsverkiezingen van 1991 werd deelgenomen door een aantal anticommunistische, uit Solidariteit voortgekomen groeperingen, waaronder Boeren-Solidariteit, PSL Solidarność en een deel van de PSL Wilanowskie dat niet was meegegaan in de fusie met de voormalige communistische blokpartij Verenigde Volkspartij (ZSL). De lijst behaalde 5,47% van de stemmen, goed voor 28 zetels in de Sejm en 7 in de Senaat. De parlementariërs van de PSL Solidarność vormden hierop een eigen fractie (10 zetels in de Sejm en 2 in de Senaat), de overige deelnemers aan de Volksalliantie vormden op 8 maart 1992 een nieuwe partij, de PSL-PL. 
De PSL-PL nam deel aan de coalitieregeringen van Jan Olszewski en Hanna Suchocka, waarbinnen partijvoorzitter Gabriel Janowski minister van Landbouw was. In april 1993 stapte de PSL-PL uit het kabinet-Suchocka. Bij de vervroegde parlementsverkiezingen viel de steun voor de PSL-PL terug tot 2,37% van de stemmen en bleef daarmee ruim onder de kiesdrempel van 5%. Wel wist de partij één zetel in de Senaat te bemachtigen. In de jaren die volgden nam de PSL-PL deel aan verschillende mislukte initiatieven tot de vorming van één rechtse partij. Tijdens de parlementsverkiezingen van 1997 maakte de PSL-PL deel uit van de brede rechtse coalitie Verkiezingsactie Solidariteit (AWS) en behaalde 3 zetels in de Sejm in 1 in de Senaat. Op 15 januari 1999 hief de PSL-PL zichzelf op om op te gaan in de politieke partij AWS. Na het mislukken hiervan richtte Janowski in 2001 een nieuwe partij op, Przymierze dla Polski.